# Verwaltungsgemeinschaft Dormitz
In der Verwaltungsgemeinschaft Dormitz im oberfränkischen Landkreis Forchheim haben sich folgende Gemeinden zur Erledigung ihrer Verwaltungsgeschäfte zusammengeschlossen:
1. Dormitz, 2031 Einwohner, 4,58 km²
2. Hetzles, 1378 Einwohner, 11,77 km²
3. Kleinsendelbach, 1468 Einwohner, 7,50 km²

Sitz der Verwaltungsgemeinschaft ist die Gemeinde Dormitz.
Die Körperschaft war ursprünglich als Verwaltungsgemeinschaft Neunkirchen am Brand gegründet worden. Infolge der Entlassung der Marktgemeinde Neunkirchen am Brand mit Wirkung ab 1. Januar 1980 erfolgte die Umbenennung und Verlegung des Sitzes.